# 奧本 (科羅拉多州)
奧本（英語：Auburn）是位於美國科羅拉多州韋爾德縣的一個非建制地區。該地的面積和人口皆未知。

## 地理
奧本的座標為40°22′05″N 104°38′12″W / 40.36806°N 104.63667°W，而該地的平均海拔高度為1418米（即4652英尺）。